# Filipe I de Tarento
Filipe I de Tarento, (Nápoles, 10 de novembro de 1278 - Nápoles, 26 de dezembro de 1331) nascido Filipe de Courtenay, foi um rei da Albânia da Casa de Anjou. Reinou entre 1301 e 1331. Foi antecedido no trono por Carlos II de Nápoles e foi sucedido no trono Roberto de Tarento.